# Кожласола (Волжский район)
Кожласола — деревня в Волжском районе Республики Марий Эл. Входит в состав Петъяльского сельского поселения.

## География
Находится в южной части республики Марий Эл на расстоянии приблизительно 28 км по прямой на северо-восток от районного центра города Волжск и в 2 км к юго-западу от деревни Петъял, невдалеке от речки Петьялки.

## История
Деревня основана в начале XVIII века как выселок из деревни Петъял, когда был проложен почтовый тракт Царевококшайск — Казань. По исследованиям И. С. Галкина и О. П. Воронцовой, название деревни значит «деревня в ельнике или в лесу». И действительно, в старину вокруг деревни были густые еловые леса. В 1795 году в выселке Кожласола находилось 4 двора, души числились при деревне Петъял Азъяльской волости.
В «Списке населённых мест Российской империи», изданном по данным 1859 года, населённый пункт упомянут как казённый околоток Кожла-сола (Петъялы) 2-го стана Царевококшайского уезда Казанской губернии, при болоте, расположенный в 90 верстах от уездного города Царевококшайск. Здесь насчитывалось 10 дворов и проживало 60 жителей (34 мужчины и 26 женщин), была почтовая станция. Из-за этого лошадей было больше, чем в других деревнях (26 лошадей на 10 дворов). Жители пользовались колодезной водой.
В 1882 году в околотке Кожласола Сотнурской волости стоял питейный дом, также имелся бакалейный магазин. В 1887 году в околотке в 13 дворах проживало 74 человека (39 мужчин, 35 женщин, мари). В хозяйствах жителей было 26 лошадей, 27 голов крупного рогатого скота, 126 голов мелкого рогатого скота и другой скотины.
В 1923 году в деревне Кожласола в 27 дворах проживало 156 жителей. В 1925 году деревня Кожла-Сола относилась к Петъяльскому райсельсовету Звениговского кантона Марийской АО, там проживало 165 марийцев и 2 русских.
В 1933 году в деревне организован колхоз имени Калинина. В 1940 году в состав колхоза входило 36 хозяйств, 172 человека, большинство составляли марийцы. В конюшне содержались 18 лошадей, в коровнике — 9 коров, кроме этого в колхозном стаде были 21 овца, 6 голов птицы, 10 пчелосемей. Также в деревне находилось зернохранилище.
В 1950-е годы колхоз вошёл в состав колхоза «Ленин корно» вместе с деревнями Тошнер и Большая Сосновка. В то время деревня входила в состав Петъяльского сельсовета Сотнурского района, позже вошла в состав Волжского района. В 1960-е годы, в период дальнейшего укрупнения, колхоз стал называться «Дружба». В 1970 году на его базе образовался совхоз «Дружба». С конца 90-х годов деревня входит в состав СХПК «Дружба».
В 1980 году в 35 хозяйствах проживало 145 человек (60 мужчин, 85 женщин, большинство составляли марийцы). В то время деревня переживала сильный отток населения. По деревне проходила грунтовая дорога. С городом Волжском деревня была связана автобусным сообщением. До центра сельсовета и правления колхоза жители добирались пешком и на попутном транспорте. Население имело в личном пользовании 30 велосипедов, 14 мотоциклов, 1 мотороллер и 1 автомашину. Было электричество, телефоны, радио, телевизоры. Жители пользовались водой из 2 колодцев. Все дома в деревне были одноэтажные, большинство — послевоенного периода. Школьники посещали Тошнерскую начальную и Петъяльскую среднюю школы; сельская библиотека находилась также в деревне Петъялы. Фельдшерско-акушерский пункт находился там же, в 2 км от деревни, а участковая больница — в Сотнуре, в 10 км от деревни.

## Население
| 2002 | 2010 |
| ---- | ---- |
| 80   | ↗83  |

В 2003 году по данным текущего учёта в деревне проживал 81 человек в 29 дворах, а согласно переписи 2002 года — 80 человек (44 мужчины, 36 женщин, марийцы — 95 %). По переписи 2010 года — 83 человека (39 мужчин, 44 женщины).

## Известные уроженцы
Никифоров Василий Никифорович (1897—1979) — советский революционный и военный деятель. 

## Инфраструктура
Сейчас в деревне хозяйственных объектов нет, внутренние дороги грунтовые. Жители деревни имеют земельные участки размером 30 соток, на которых выращивают картофель и другие овощи, также держат домашний скот. Водой пользуются из колодцев и пруда. Дома деревянные, крыши покрыты железом. В 2003 году во всех домах было радио, телевизоры, в 3 домах имелись телефоны. В личном пользовании жителей имелись 5 тракторов и 4 легковые машины. Школьники учатся в Петъяльской средней школе, там же находится фельдшерско-акушерский пункт. Верующие посещают Свято-Гурьевскую церковь. Магазины находятся в соседних деревнях Тошнер и Петъялы.